# Mighty ReArranger
Mighty ReArranger je osmé sólové studiové album anglického zpěváka Roberta Planta (nahráno bylo za doprovodu skupiny Strange Sensation). Vydáno bylo v dubnu 2005 a spolu se zpěvákem jej produkovali Phil Johnstone a Mark Stent. V hitparádě Billboard 200 se album umístilo na 22. příčce. Píseň „Freedom Fries“ odkazuje na prezidentské období George W. Bushe a americkou politiku po teroristických útocích 11. září 2001.

## Seznam skladeb
1. „Another Tribe“ – 3:17
2. „Shine It All Around“ – 4:03
3. „Freedom Fries“ – 2:53
4. „Tin Pan Valley“ – 3:47
5. „All the Kings Horses“ – 4:20
6. „The Enchanter“ – 5:27
7. „Takamba“ – 4:06
8. „Dancing in Heaven“ – 4:26
9. „Somebody Knocking“ – 3:47
10. „Let the Four Winds Blow“ – 4:52
11. „Mighty ReArranger“ – 4:25
12. „Brother Ray“ – 1:12

## Obsazení
- Robert Plant – zpěv, harmonika
- Justin Adams – kytara, baskytara, lap steel kytara, tehardant, bendir
- John Baggott – klávesy, baskytara
- Billy Fuller – kontrabas, baskytara
- Clive Deamer – bicí, bendir
- Liam Tyson – kytara, lap steel kytara, baskytara